# 油冷
油冷是一種液體冷卻方式，一般是指用石油化工成品如潤滑油、壓力油來冷卻機器。其冷卻運行方式跟水冷大同小異。都是將油在機器的中盤裡和在外部用喉管連接的散熱網不停地穿流冷卻。油冷的好處是又可冷卻又可保護機器，不過壞處是油本身是慢冷快熱的屬性，所以一般只會在小形的內燃機等機械上出現。
油冷器在一些大型的電機或大伏特輸電變壓器（變電站/火牛）也會用上，有些小型發電廠還只會用全套油冷方式來冷卻，其技術原因大概跟可绝缘保護有關。